# Karl Vogele
Karl Vogele (* 29. Juni 1940 in Langerringen) ist ein deutscher Politiker (CSU).
Vogele erwarb die Lehrbefähigung für Volks-, Real- und Fachoberschule und war von 1963 bis 1969 an Volksschulen tätig, danach Lehrer an der Staatlichen Realschule in Schwabmünchen und an der Fachoberschule in Augsburg. Ab 1974 war er stellvertretender Gesamtschulleiter und Realschulkonrektor. Ferner war Vogele aktiv in der katholischen Jugendarbeit, Kreisjugendringvorsitzender und Mitglied des Kreisjugendwohlfahrtsausschusses.
1960 wurde Vogele Mitglied der JU und der CSU. Dort war er Ortsvorsitzender, Kreisvorsitzender im Landkreis Schwabmünchen und seither stellvertretender Kreisvorsitzender im Landkreis Augsburg. Er war Mitglied des Stadtrats des Kreisausschusses und Kreistags sowie stellvertretender Landrat im Landkreis Augsburg. Von 1974 bis 1988 war er Mitglied des Bayerischen Landtags, stets direkt gewählt im Stimmkreis Augsburg-Land-Süd.
1988 wurde Karl Vogele als Nachfolger von Franz Xaver Frey zum Landrat des Landkreises Augsburg gewählt. Dieses Amt hatte er bis 2008 inne. Sein Nachfolger wurde Martin Sailer.
Ihm wurde vom Kreistag des Landkreises Augsburg der Titel Altlandrat verliehen.